# Cacoxenus orientalis
Cacoxenus orientalis är en tvåvingeart som beskrevs av Chassagnard och Tsacas 2003. Cacoxenus orientalis ingår i släktet Cacoxenus och familjen daggflugor. Inga underarter finns listade i Catalogue of Life.